# Rahnsdorf

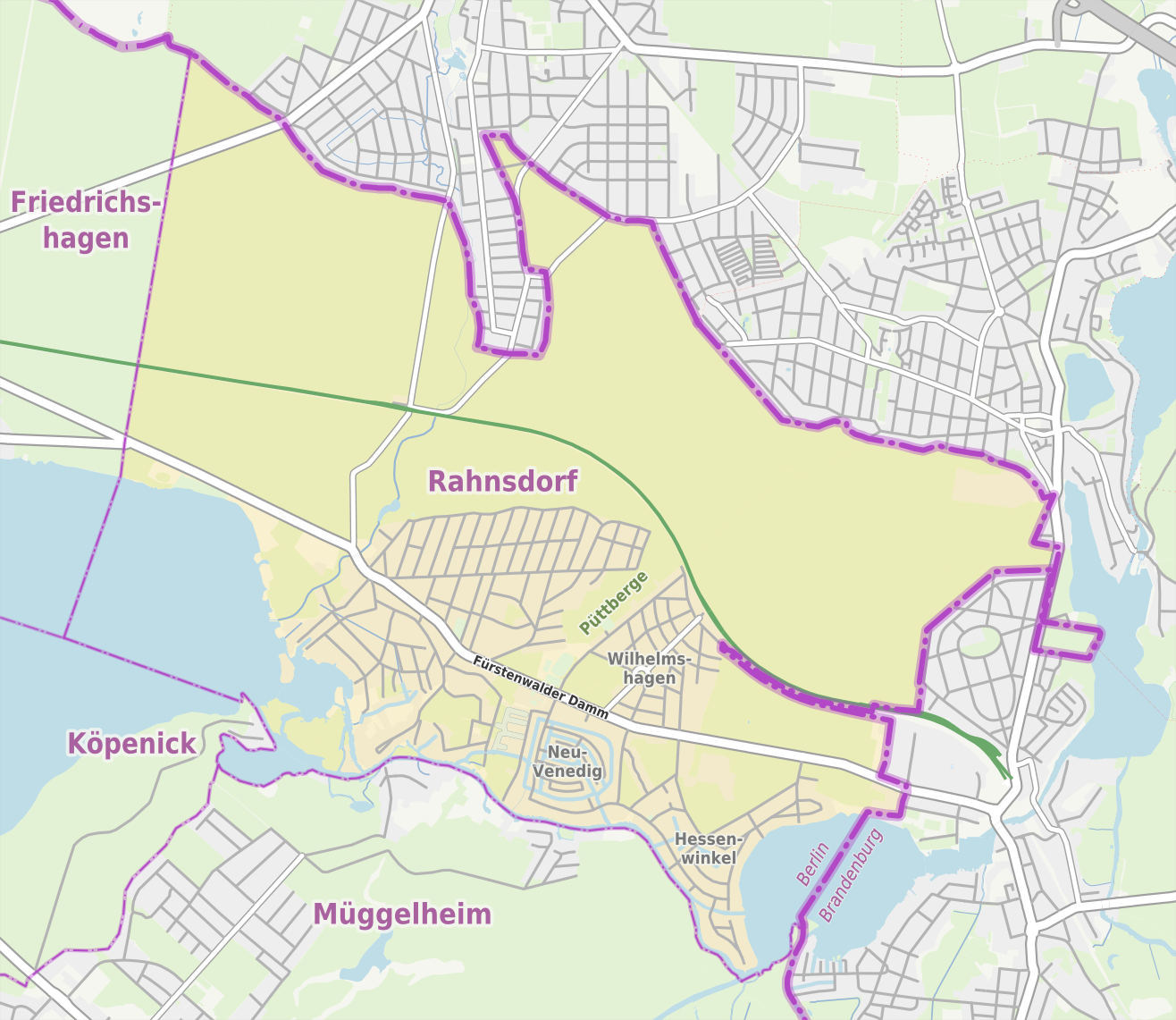
Mappa del quartiere

Rahnsdorf è un quartiere di Berlino, appartenente al distretto di Treptow-Köpenick.

## Storia
Già comune autonomo, venne annessa nel 1920 alla "Grande Berlino", venendo assegnata al distretto di Cöpenick.